# Фрейзер (Мічиган)
Фрейзер (англ. Fraser) — місто (англ. city) в США, в окрузі Маком штату Мічиган. Населення — 14 726 осіб (2020).

## Географія
Фрейзер розташований за координатами 42°32′15″ пн. ш. 82°56′48″ зх. д. / 42.53750° пн. ш. 82.94667° зх. д. (42.537633, -82.946742).  За даними Бюро перепису населення США в 2010 році місто мало площу 10,77 км², з яких 10,73 км² — суходіл та 0,04 км² — водойми.

## Демографія
Згідно з переписом 2010 року, у місті мешкало 14 480 осіб у 6105 домогосподарствах у складі 3954 родин. Густота населення становила 1345 осіб/км².  Було 6448 помешкань (599/км²).
Расовий склад населення:
| - 92,0 % — білих - 3,9 % — чорних або афроамериканців - 1,5 % — азіатів - 0,5 % — корінних американців |

До двох чи більше рас належало 1,8 %. Частка іспаномовних становила 2,1 % від усіх жителів.
За віковим діапазоном населення розподілялося таким чином: 21,4 % — особи молодші 18 років, 62,4 % — особи у віці 18—64 років, 16,2 % — особи у віці 65 років та старші. Медіана віку мешканця становила 42,9 року. На 100 осіб жіночої статі у місті припадало 86,6 чоловіків;  на 100 жінок у віці від 18 років та старших — 82,0 чоловіків також старших 18 років.
Середній дохід на одне домашнє господарство  становив 67 665 доларів США (медіана — 50 927), а середній дохід на одну сім'ю — 83 854 долари (медіана — 71 337). Медіана доходів становила 57 141 долар для чоловіків та 39 646 доларів для жінок. За межею бідності перебувало 9,4 % осіб, у тому числі 12,1 % дітей у віці до 18 років та 10,4 % осіб у віці 65 років та старших.
Цивільне працевлаштоване населення становило 6949 осіб. Основні галузі зайнятості: освіта, охорона здоров'я та соціальна допомога — 23,3 %, виробництво — 20,1 %, роздрібна торгівля — 11,6 %, науковці, спеціалісти, менеджери — 7,9 %.